# Cerkiew św. Jana Chrzciciela w Białogrodzie nad Dniestrem
Cerkiew św. Jana Chrzciciela w Białogrodzie nad Dniestrem – cerkiew w Białogrodzie nad Dniestrem, której początek sięga XIII wieku, odbudowana w XVI wieku. 

## Historia

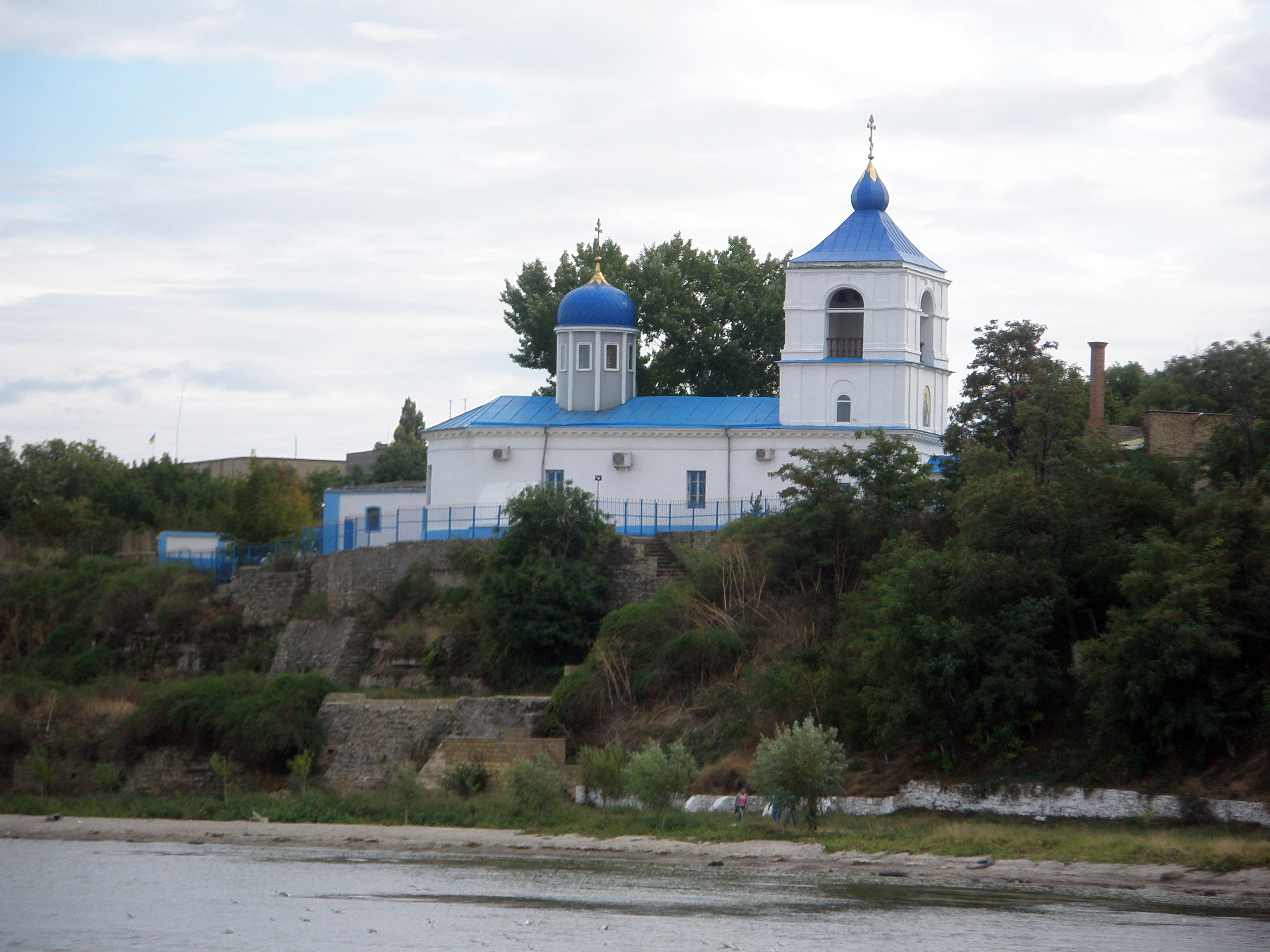
Widok z północy (2013)

Świątynia została zbudowana przez Greków w XIII wieku, na miejscu kościoła z III wieku. W XV wieku budynek był rezydencją bizantyjskiego egzarchy księstwa mołdawskiego. W cerkwi pochowano św. Jana z Suczawy (później przeniesiono jego szczątki do Suczawy). Za rządów tureckich świątynia została zniszczona. W XVI wieku cerkiew odbudowano. W XIX wieku dobudowano zachowaną do dziś dzwonnicę. Obecnie cerkiew należy do Ukraińskiego Kościoła Prawosławnego. 

## Architektura
Kościół o masywnej budowie znajduje się nad Dniestrem. Elewacja jest częściowo pomalowana na niebiesko. Obok świątyni znajduje się dzwonnica.